# Peshmerga

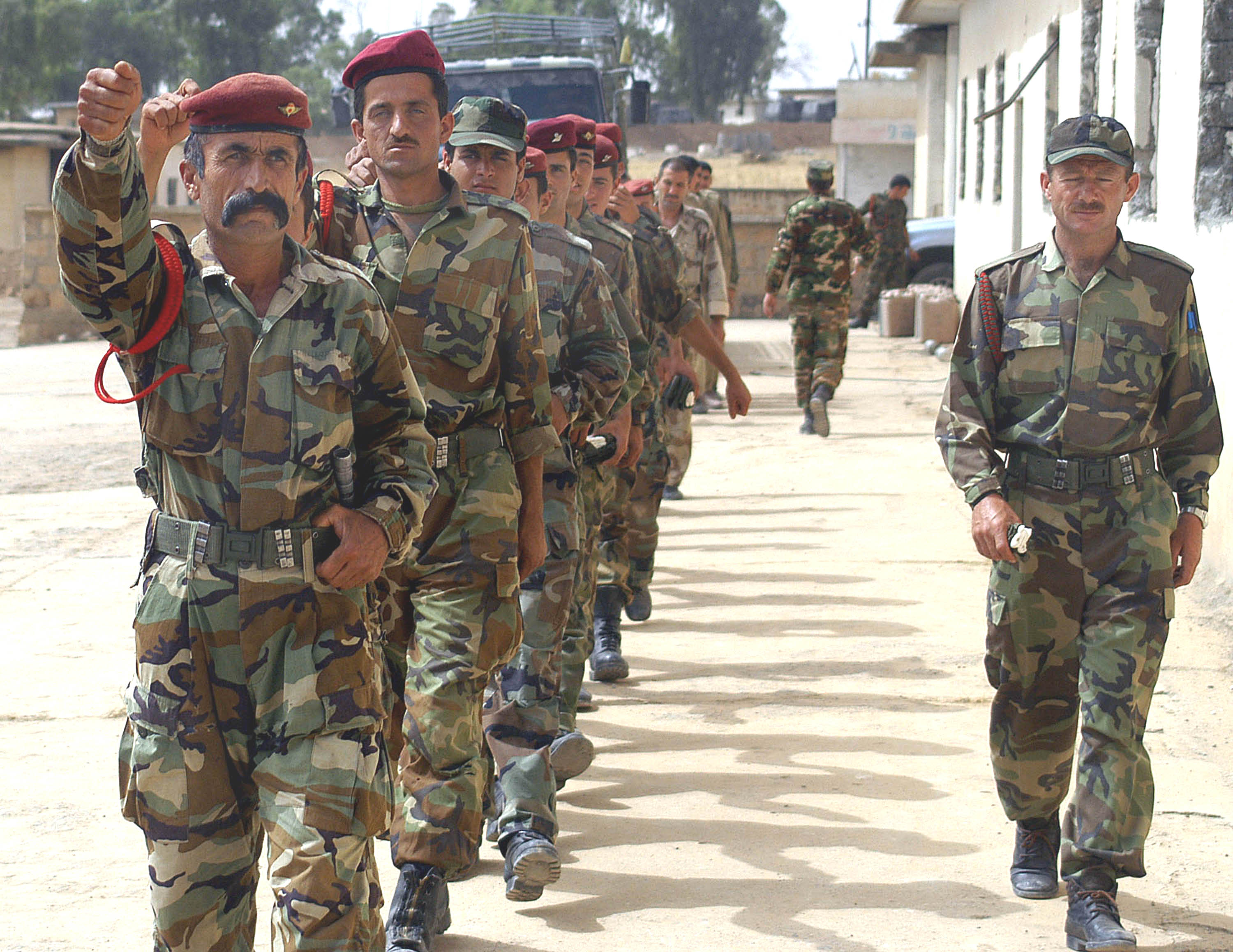
Een Peshmerga-eenheid die getraind wordt door de Verenigde Staten

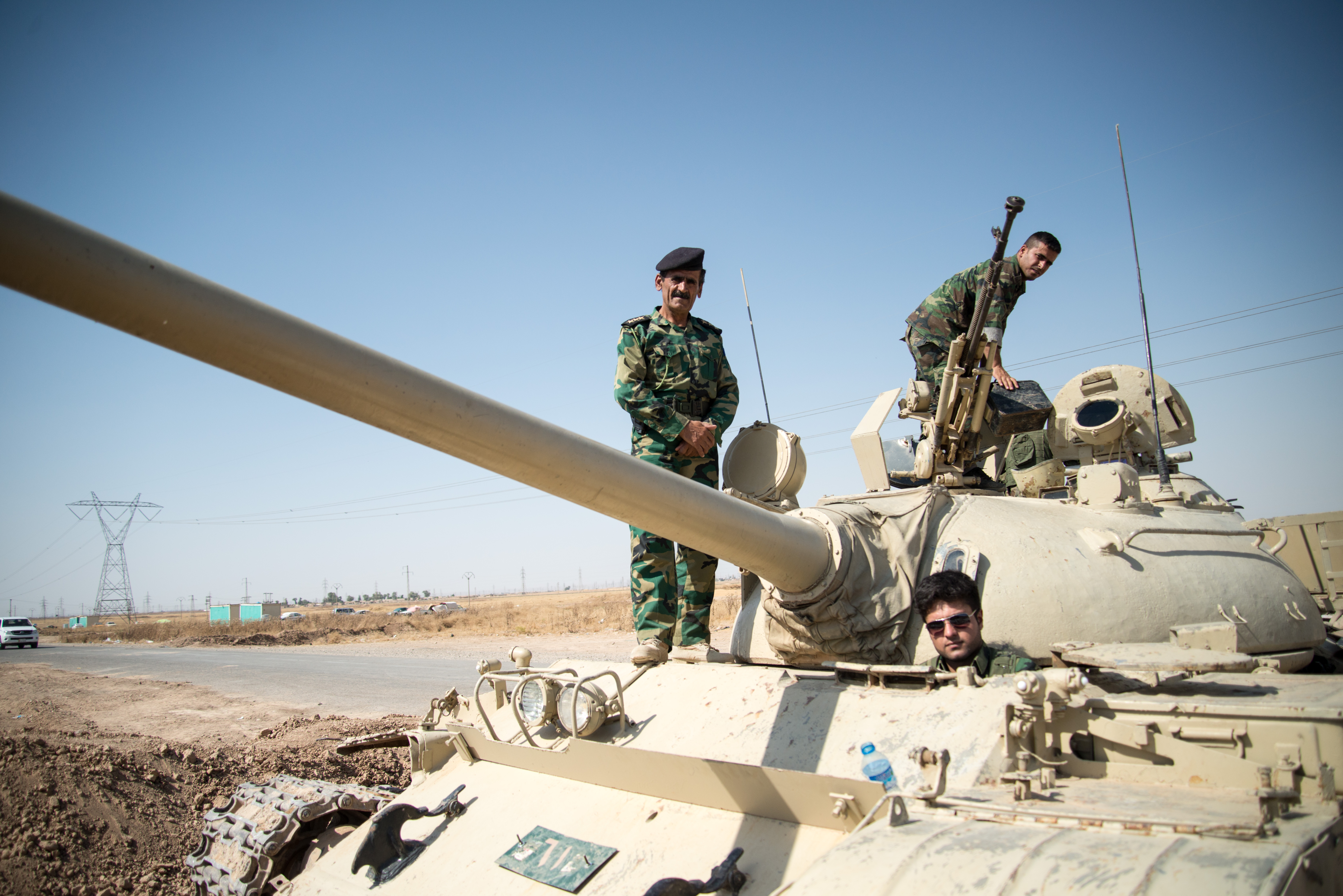
Peshmerga op een T-55-tank bij Kirkoek in juni 2014

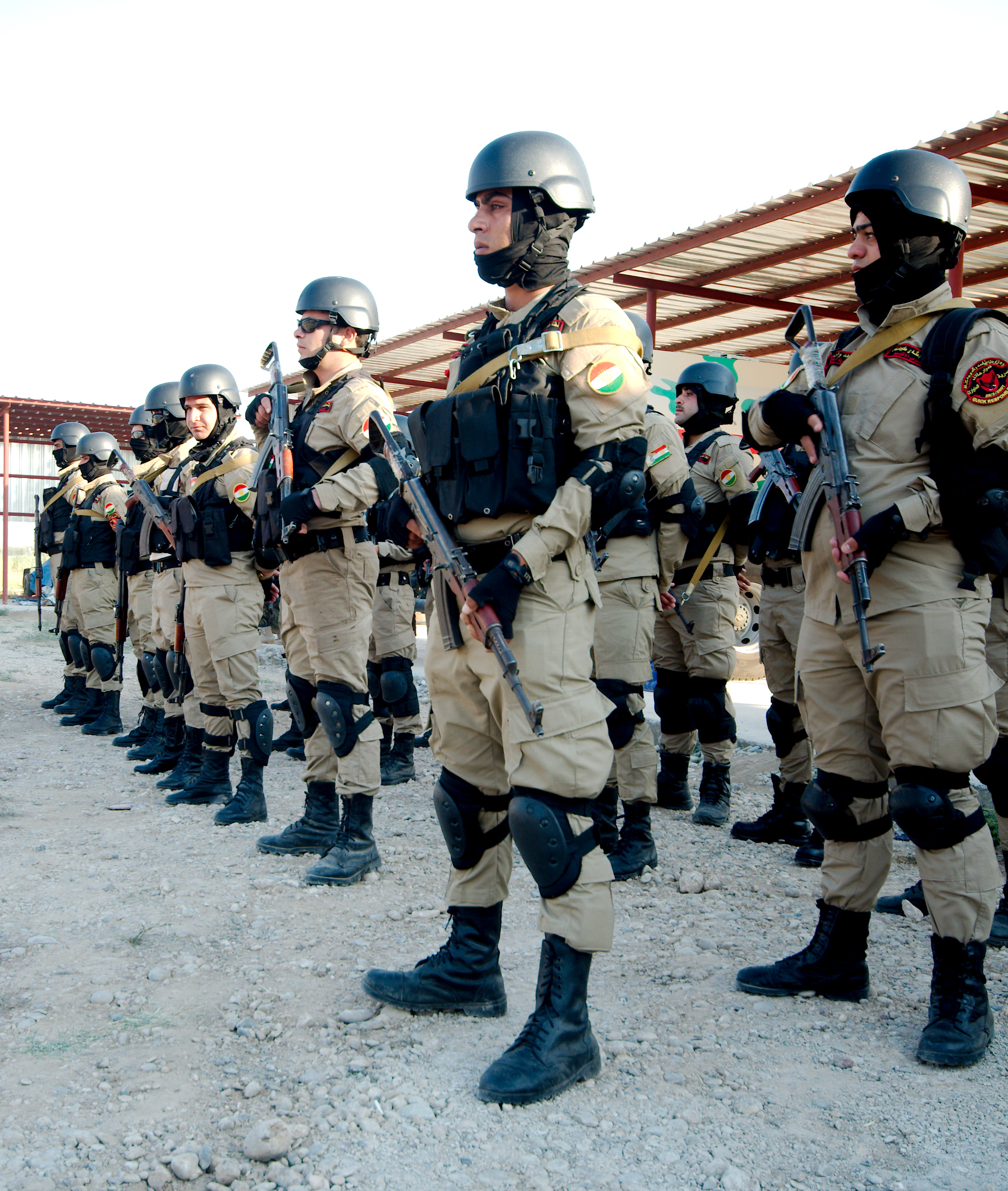
Speciale Peshmerga-eenheid in de buurt van de Syrische grens op 23 juni 2014

De Peshmarga, Peshmerga of peshmerge (Koerdisch: پێشمەرگە, Pêşmerge) zijn de strijdkrachten van Iraaks-Koerdistan. De naam zelf betekent "Zij die oog in oog met de dood staan" (pesh = "tegenover", marg = "dood"). Het formele hoofd van de Peshmerga is de president van Iraaks-Koerdistan. Peshmergatroepen zijn verantwoordelijk voor de verdediging van het land, de mensen en instellingen van Iraaks-Koerdistan. De Peshmarga maken net als onder andere Israël en Iran gebruik van zowel mannelijke als vrouwelijke soldaten.
Omdat het Iraakse leger bij wet verboden is Iraaks-Koerdistan binnen te komen zijn de Peshmerga, samen met andere Koerdische organisaties (onder andere Asayesh), verantwoordelijk voor de veiligheid van de Koerdische regio.
In de Irakoorlog stonden de Peshmarga aan de kant van de westerse landen. Samen met Amerikaanse soldaten namen ze het noorden van Irak over (de drie meest noordelijke provincies). De Koerdische Democratische Partij (KDP) en Patriottische Unie van Koerdistan (PUK) waren van plan nog drie provincies over te nemen (met als doel Kirkoek), maar werden verhinderd door de Iraakse regering en de Turkmenen die er wonen. Veel Peshmergasoldaten werden ingezet naast Amerikaanse soldaten vanwege hun loyaliteit aan Amerika en het feit dat ze goed Arabisch spreken. Toen in 2004 de Iraakse politie samen met de Amerikaanse soldaten uit Mosoel werd verdreven door vijandelijke eenheden, hielpen de Peshmarga om de stad terug te veroveren.
Na een onverwacht grootschalig offensief van IS tegen Iraaks-Koerdistan in augustus 2014, voeren de Peshmerga- en Koerdische troepen uit buurlanden een totale oorlog tegen IS in zowel Irak als Syrië.
De Peshmerga kregen in 2014 training van de Turkse speciale eenheden in hun strijd tegen Daesh. Nederlandse militairen trainen samen met Finse collega's Peshmerga's in het trainingscentrum Manila in Noord-Irak. Voormalig SP-bestuurder en Koerd Serdar Dorsky vecht in Irak tegen IS. Hij leidt een eenheid vrijwilligers nabij Duhok.
Sinds 2014 hebben jezidi's (etnische Koerden die een syncretische religie aanhangen) en Syrische / Irakese christenen zich ook bij de Peshmerga aangesloten.

## Geschiedenis

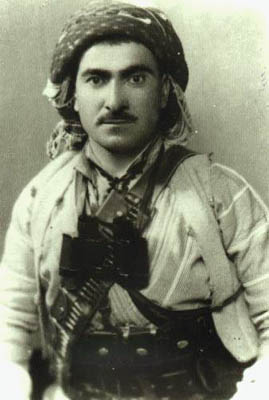
Mustafa Barzani was de belangrijkste politieke en militaire leider van de Koerdische zaak, tot aan zijn dood in 1979

De Koerdische traditie van rebellie bestaat al duizenden jaren, samen met aspiraties voor onafhankelijkheid, in het begin vochten Koerden tegen de verschillende Perzische rijken, het Ottomaanse Rijk en het Britse Rijk. Historisch gezien bestonden de Peshmerga alleen als guerrilla-organisatie, maar onder de zelfverklaarde Republiek Mahabad (1946-1947), werden de Peshmerga het officiële leger van de republiek onder leiding van Mustafa Barzani. Na de val van de republiek en de executie van het staatshoofd, Qazi Mohammed, gingen Peshmergatroepen weer verder als guerrilla-organisatie die de Iraanse en Iraakse regimes bevechten.
In Irak werden de meesten van deze Peshmarga geleid door Mustafa Barzani van de Koerdische Democratische Partij (KDP). Na zijn dood nam zijn zoon Massoud Barzani zijn positie in.